# Rayado, Novi Meksiko
Sunny Side je naseljeno neuključeno područje u okrugu Colfaxu u američkoj saveznoj državi Novom Meksiku. 
Ime je prikupio United States Geological Survey između 1976. i 1981. u prvoj fazi prikupljenja zemljopisnih imena, a Informacijski sustav zemljopisnih imena (Geographic Names Information System) ga je unio u popis 13. studenoga 1980. godine.
Varijante imena su Abreu i Ryado.

## Zemljopis
Nalazi se na 36°22′7″N 104°55′37″W / 36.36861°N 104.92694°W
Smješten je na mjestu gdje planinski ogranak pruge ka Santa Feu presijeca Cimarronsku prugu ka Fort Leavenworthu.
Rayado je na 1984 metra nadmorske visine, duž državne ceste br. 21, na krajnjem jugoistočnom kutu Skautskog ranča Philmont. Milju južno je klasični jugozapadnjačko usamljeno strmo brdo (eng. butte), zvan Kit Carson Mesa (eng. Kit Carson Mesa).
Ravna gora Rayado (Rayado Mesa) je 8 km jugoistočno od Rayada a Rayado Peak je visok 2989 metara i nalazi se 11 km zapadno od Rayada u području skautskog ranča Philmonta.

## Povijest
Rayado, Reyado (starije Ryado) je bila prva stalna naseobina u okrugu Colfaxu i važna postaja željezničke pruge za Santa Fe. Ime Rayado dolazi iz španjolskog za "nanizano", vjerojatno u svezi s crtama lotova koje je označio Lucien Maxwell.

## Philmont Scout Ranch
Dio zemlje na mjestu ovog grada kupio je Waite Phillips 1920-ih. Nešto poslije donirao ju je Američkoj organizaciji mladih skauta te je postao skautski ranč Philmont (eng. Philmont Scout Ranch).
Danas je u Rayadu Muzej Kita Carsona. Carsonov je dom obnovljen te La Posta, postaja željezničke pruge za Santa Fe, koja datira iz 1850-ih.

## Vanjske poveznice
- "Reyado" na Ghosttowns.com